# Nezávislost
Politická nezávislost je všeobecný pojem, který značí, že nějaký stát, část obyvatelstva nebo organizace vládne sama sobě a má suverenitu.
Získání takové nezávislosti často následuje po násilných událostech jako občanská válka nebo odtržení. Méně často je produktem vyjednávání. V národních dějinách hraje moment (den) získání nezávislosti často velmi významnou úlohu, bývá obvykle slaven a připomínán různými svátky a kulturními událostmi.